# Heptaulacus syrticola
Heptaulacus syrticola är en skalbaggsart som beskrevs av Leon Fairmaire 1882. Heptaulacus syrticola ingår i släktet Heptaulacus och familjen Aphodiidae. Inga underarter finns listade i Catalogue of Life.